# Gerard-Joseph Lanneau
Gerard-Joseph Lanneau (1 maart 1912- 29 juni 1970) was een Belgische zakenman en burgemeester van Harelbeke vanaf 1947 tot aan zijn dood in 1970. 
Désiré Lanneau, vader van Gerard-Joseph, richtte in 1929 in Harelbeke een tapijtenfabriek op, die vooral na de oorlog tot grote bloei kwam.
Lanneau werd onderscheiden met de titel van ridder in de Kroonorde. Op de oude site van Lano aan de Zuidstraat is een straat als eerbetoon naar hem vernoemd.